# Adam Goldstein
Pour les articles homonymes, voir Goldstein.
Adam Goldstein, plus connu sous le nom de DJ AM, né le 30 mars 1973 à Philadelphie, et mort le 28 août 2009 à New York, était un DJ et musicien américain.
Goldstein était un ancien membre du groupe rock Crazy Town, copropriétaire d'une compagnie de gérant d'artistes appelée Deckstar. Il a travaillé entre autres sur les albums de Papa Roach, Madonna et Will Smith. Il a fréquemment collaboré avec Travis Barker du groupe Blink-182 et est aussi apparu dans plusieurs séries télévisées ainsi que dans Iron Man 2.
Le 28 août 2009, Adam Goldstein est retrouvé mort dans son appartement à New York des suites d'une overdose de drogue. Il avait alors 36 ans.